# Campionati europei di canoa/kayak sprint 2012
I Campionati europei di canoa/kayak sprint 2012 sono stati la 24ª edizione della manifestazione. Si sono svolti nel lago di Jarun, a Zagabria, in Croazia, dal 22 al 24 giugno 2012.

## Programma
| Giorno         | Eventi | Fase                |
| -------------- | --- | ------------------- |
| 22 giugno 2012 | C1 1000 m, K1 1000 m, C2 1000 m, K2 1000 m, C1 500 m, K1 500 m, K4 1000 m, C2 500 m, K2 500 m maschili                   | Batterie/Semifinali |
| 22 giugno 2012 | K1 1000 m, K4 500 m, K1 500 m, K2 500 m femminili                                                                        | Batterie/Semifinali |
| 23 giugno 2012 | C1 1000 m, K1 1000 m, C2 1000 m, K2 1000 m, C4 1000 m maschili                                                           | Finali              |
| 23 giugno 2012 | K1 1000 m, K2 1000 m, K4 500 m femminili                                                                                 | Finali              |
| 23 giugno 2012 | C1 200 m, K1 200 m, C2 200 m, K2 200 m maschili                                                                          | Batterie/Semifinali |
| 23 giugno 2012 | K1 200 m, K2 200 m femminili                                                                                             | Batterie/Semifinali |
| 24 giugno 2012 | C1 500 m, K1 500 m, K4 1000 m, C2 500 m, K2 500 m, C1 200 m, K1 200 m, C2 200 m, K2 200 m, C1 5000 m, K1 5000 m maschili | Finali              |
| 24 giugno 2012 | C2 500 m, K1 500 m, K2 500 m, C1 200 m, K1 200 m, K2 200 m, K1 5000 m femminili                                          | Finali              |

## Podi

### Uomini
| Evento    | Oro                                                                                  | Tempo     | Argento                                                              | Tempo     | Bronzo                                                             | Tempo     |
| Canoa     |                                                                                      |           |                                                                      |           |                                                                    |           |
| C1 200 m  | Valentin Dem'janenko                                                                 | 38"752    | Alfonso Benavides                                                    | 38"968    | Jevgenijus Šuklinas                                                | 39"060    |
| C1 500 m  | Mathieu Goubel                                                                       | 1'47"495  | Martin Fuksa                                                         | 1'48"211  | David Cal                                                          | 1'48"567  |
| C1 1000 m | Sebastian Brendel                                                                    | 3'50"726  | Mathieu Goubel                                                       | 3'51"462  | Aljaksandr Žukoŭski                                                | 3'54"102  |
| C1 5000 m | Florin Comănici                                                                      | 22'55"509 | Manuel Antonio Campos                                                | 23'21"833 | Matej Rusňák                                                       | 23'31"905 |
| C2 200 m  | Lituania Raimundas Labuckas Tomas Gadeikis                                           | 35"956    | Bielorussia Dzmitryj Rabčanka Aljaksandr Vaučetski                   | 36"820    | Italia Daniele Santini Luca Incollingo                             | 37"472    |
| C2 500 m  | Rep. Ceca Jaroslav Radoň Filip Dvořák                                                | 1'39"564  | Romania Alexandru Dumitrescu Victor Mihalachi                        | 1'40"028  | Ucraina Vitalij Verheles Denys Kamerilov                           | 1'40"792  |
| C2 1000 m | Romania Alexandru Dumitrescu Victor Mihalachi                                        | 3'35"020  | Germania Peter Kretschmer Kurt Kuschela                              | 3'35"544  | Bielorussia Andrėj Bahdanovič Aljaksandr Bahdanovič                | 3'35"744  |
| C4 1000 m | Bielorussia Dzmitryj Rabčanka Dzmitryj Vajciškin Dzjanis Haraža Aljaksandr Vaučetski | 3'22"139  | Romania Iosif Chirilă Cătălin Costache Mihail Simion Florin Comănici | 3'23"551  | Ungheria Márton Tóth Róbert Mike Henrik Vasbányai Szabolcs Németh  | 3'25"799  |
| Kayak     |                                                                                      |           |                                                                      |           |                                                                    |           |
| K1 200 m  | Marko Novaković                                                                      | 34"431    | Maxime Beaumont                                                      | 34"479    | Ed McKeever                                                        | 34"499    |
| K1 500 m  | Anders Gustafsson                                                                    | 1'36"858  | Marek Twardowski Josef Dostál                                        | 1'36"998  |                                                                    |           |
| K1 1000 m | Max Hoff                                                                             | 3'27"214  | René Holten Poulsen                                                  | 3'29"236  | Francisco Cubelos                                                  | 3'29"422  |
| K1 5000 m | Aleh Jurėnja                                                                         | 20'33"221 | Max Hoff                                                             | 20'34"245 | Milán Noé                                                          | 21'10"717 |
| K2 200 m  | Gran Bretagna Liam Heath Jonathon Schofield                                          | 31"596    | Germania Ronald Rauhe Jonas Ems                                      | 31"780    | Polonia Sebastian Szypula Dawid Putto                              | 31"904    |
| K2 500 m  | Francia Arnaud Hybois Sébastien Jouve                                                | 1'27"094  | Serbia Duško Stanojević Dejan Pajić                                  | 1'27"382  | Bielorussia Raman Pjatrušėnka Vadzim Machneŭ                       | 1'27"390  |
| K2 1000 m | Ungheria Rudolf Dombi Roland Kökény                                                  | 3'13"981  | Germania Martin Hollstein Andreas Ihle                               | 3'15"011  | Slovacchia Peter Gelle Erik Vlček                                  | 3'15"551  |
| K4 1000 m | Danimarca Kim Wraae Knudsen René Holten Poulsen Emil Stćr Kasper Bleibach            | 2'51"947  | Romania Traian Neagu Toni Ioneticu Stefan Vasile Petrus Gavrila      | 2'52"239  | Serbia Milenko Zorić Ervin Holpert Aleksandar Aleksić Dejan Terzić | 2'52"959  |

### Donne
| Evento    | Oro                                                                           | Tempo     | Argento                                                                    | Tempo     | Bronzo                                                                 | Tempo     |
| Canoa     |                                                                               |           |                                                                            |           |                                                                        |           |
| C1 200 m  | Stanilija Stamenova                                                           | 48"916    | Sophie Cordelier                                                           | 50"088    | Ol'ha Al'ochina                                                        | 50"104    |
| C2 500 m  | Ungheria Kincső Takács Zsanett Lakatos                                        | 2'07"878  | Bielorussia Kacjaryna Herasimenka Svjatlana Tulupava                       | 2'09"510  | Ucraina Natalija Žyljuk Dar'ja Motova                                  | 2'16"062  |
| Kayak     |                                                                               |           |                                                                            |           |                                                                        |           |
| K1 200 m  | Natasa Douchev-Janics                                                         | 39"372    | Marta Walczykiewicz                                                        | 39"652    | Teresa Portela                                                         | 40"376    |
| K1 500 m  | Katrin Wagner-Augustin                                                        | 1'49"300  | Danuta Kozák                                                               | 1'49"948  | Špela Ponomarenko Janić                                                | 1'51"252  |
| K1 1000 m | Małgorzata Wardowicz                                                          | 4'01"023  | Silke Hörmann                                                              | 4'02"251  | Ana Roxana Lehaci                                                      | 4'02"867  |
| K1 5000 m | Krisztina Bedöcs                                                              | 23'01"576 | Berenike Faldum                                                            | 23'23"896 | Lani Belcher                                                           | 23'30"340 |
| K2 200 m  | Germania Franziska Weber Tina Dietze                                          | 35"878    | Bielorussia Vol'ha Chudzenka Maryna Pautaran                               | 35"994    | Portogallo Joana Vasconcelos Beatriz Gomes                             | 36"154    |
| K2 500 m  | Ungheria Katalin Kovács Natasa Douchev-Janics                                 | 1'38"704  | Bielorussia Vol'ha Chudzenka Maryna Pautaran                               | 1'39"144  | Polonia Karolina Naja Beata Mikołajczyk                                | 1'39"292  |
| K2 1000 m | Polonia Karolina Naja Beata Mikołajczyk                                       | 3'39"096  | Ungheria Anna Kárász Ninetta Vad                                           | 3'40"740  | Spagna Beatriz Manchón Jana Smidakova                                  | 3'41"760  |
| K4 500 m  | Germania Carolin Leonhardt Franziska Weber Katrin Wagner-Augustin Tina Dietze | 1'32"176  | Bielorussia Iryna Pamjalova Nadzeja Papok Vol'ha Chudzenka Maryna Pautaran | 1'33"356  | Ungheria Gabriella Szabó Danuta Kozák Katalin Kovács Krisztina Fazekas | 1'34"832  |

## Medagliere
| Pos.   | Paese         | Oro | Argento | Bronzo | Totale |
| ------ | ------------- | --- | ------- | ------ | ------ |
| 1      | Germania      | 5   | 5       | 1      | 11     |
| 2      | Ungheria      | 5   | 2       | 3      | 10     |
| 3      | Bielorussia   | 2   | 5       | 3      | 10     |
| 4      | Francia       | 2   | 3       | 0      | 5      |
| 4      | Romania       | 2   | 3       | 0      | 5      |
| 6      | Polonia       | 2   | 2       | 2      | 6      |
| 7      | Rep. Ceca     | 1   | 2       | 0      | 3      |
| 8      | Serbia        | 1   | 1       | 1      | 3      |
| 9      | Danimarca     | 1   | 1       | 0      | 2      |
| 10     | Gran Bretagna | 1   | 0       | 1      | 2      |
| 10     | Lituania      | 1   | 0       | 1      | 2      |
| 12     | Azerbaigian   | 1   | 0       | 0      | 1      |
| 12     | Bulgaria      | 1   | 0       | 0      | 1      |
| 12     | Svezia        | 1   | 0       | 0      | 1      |
| 15     | Spagna        | 0   | 3       | 3      | 6      |
| 16     | Ucraina       | 0   | 0       | 3      | 3      |
| 17     | Portogallo    | 0   | 0       | 2      | 2      |
| 17     | Slovacchia    | 0   | 0       | 2      | 2      |
| 19     | Austria       | 0   | 0       | 1      | 1      |
| 19     | Italia        | 0   | 0       | 1      | 1      |
| 19     | Slovenia      | 0   | 0       | 1      | 1      |
| Totale | Totale        | 26  | 27      | 25     | 78     |